# NGC 5900
NGC 5900是一個側面螺旋星系，位於牧夫座。NGC 5900相對於宇宙微波背景的速度為2599±8公里/秒，對應的哈伯距離為33.3±2.7Mpc (∼1.09 億年)。NGC 5900由德裔英國天文學家威廉·赫歇爾於1787年發現。
到目前為止，已有十幾次非紅移測量得出NGC 5900與地球的距離為56.342±9.645Mpc（∼1.84億光年）。NASA/IPAC資料庫是使用獨立測量的平均值來計算星系的直徑，因此，如果我們使用哈伯距離來計算，NGC 5900的直徑可能約為20.6kpc（∼67,200光年）。